# Phyllognathia
Phyllognathia is een geslacht van kreeftachtigen uit de klasse van de Malacostraca (hogere kreeftachtigen).

## Soorten
- Phyllognathia ceratophthalma (Balss, 1913)
- Phyllognathia simplex Fujino, 1973